# Rocco Buttiglione
Rocco Buttiglione (ur. 6 czerwca 1948 w Gallipoli) – włoski polityk, nauczyciel akademicki, były minister do spraw europejskich, wieloletni parlamentarzysta.

## Życiorys

### Wykształcenie i działalność naukowa
Studiował prawo w Turynie i Rzymie. Zajął się działalnością naukową, został m.in. profesorem nauk politycznych na Libera Università degli Studi San Pio V w Rzymie. Był także profesorem i p.o. rektora Międzynarodowej Akademii Filozofii w Liechtensteinie. Po powrocie do pracy naukowej został kierownikiem katedry filozofii na Papieskim Uniwersytecie Laterańskim.

### Działalność polityczna
Polityczną działalność rozpoczął w ramach Chrześcijańskiej Demokracji. Po jej upadku w wyniku afer korupcyjnych (tzw. Tangentopoli) znalazł się w gronie założycieli Włoskiej Partii Ludowej. Po słabym wyniku wyborczym PPI w tym samym roku został powołany na sekretarza krajowego tego ugrupowania.
Ludowców opuścił już w 1995, gdy partia nie zaakceptowała jego propozycji wejścia w skład centroprawicowej koalicji z Silviem Berlusconim. Rocco Buttiglione odszedł wówczas z PPI, stając na czele nowego ugrupowania pod nazwą Zjednoczeni Chrześcijańscy Demokraci. W 2002 po zjednoczeniu się CDU z innymi partiami chadeckimi objął honorową funkcję przewodniczącego Unii Chrześcijańskich Demokratów i Centrum, którą pełnił do 2014.
W latach 1994–2006 sprawował mandat posła do Izby Deputowanych XII, XIII i XIV kadencji. W okresie 1999–2001 zasiadał w Parlamencie Europejskim. W 2002 w Monako prowadzono w jego sprawie śledztwo dotyczące możliwego nielegalnego prania pieniędzy na rzecz jego partii. Nie znaleziono jednak dowodów na popełnienie przestępstwa z punktu widzenia prawa tego kraju. Jednocześnie jego doradca, Giampiero Catone, został oskarżony o defraudację pieniędzy z funduszy włoskich i unijnych oraz oszukańcze bankructwo.
W latach 2001–2005 Rocco Buttiglione sprawował urząd ministra do spraw europejskich w drugim rządzie Silvia Berlusconiego. W 2004 został wystawiony przez rząd włoski jako kandydat na członka Komisji Europejskiej. Nowy przewodniczący KE José Manuel Barroso włączył go na listę nominowanych jako swojego zastępcę i komisarza do spraw sprawiedliwości. Kandydatowi wytknięto wówczas publicznie jego konserwatywne poglądy, m.in. dotyczące homoseksualizmu i roli kobiety w rodzinie. Frakcje socjalistów i zielonych przedstawiły zastrzeżenia co do zdolności Rocca Buttiglione do podjęcia działalności politycznej w sferze praw obywatelskich. 11 października 2004 Komitet ds. Wolności Obywatelskich, Sprawiedliwości i Spraw Wewnętrznych Parlamentu Europejskiego głosował w stosunku 27:26 za nieprzyjęciem nominacji. W jego obronie stanęli europejscy politycy katoliccy i przywódcy kościelni, zarzucając PE „ujawnienie prawdziwego oblicza Europy”. Ostatecznie premier Silvio Berlusconi 29 października tegoż roku oświadczył, że Rocco Buttiglione pozostanie ministrem do spraw europejskich w rządzie włoskim, a sam kandydat następnego dnia oficjalnie zrezygnował z ubiegania się o stanowisko w administracji europejskiej. W 2005 przeszedł na urząd ministra kultury, który sprawował do 2006.
W 2006 bez powodzenia ubiegał się o urząd burmistrza Turynu, przegrywając z pełniącym tę funkcję Sergiem Chiamparino. Od 2006 do 2008 wchodził w skład Senatu XV kadencji. W przedterminowych wyborach w 2008 został ponownie wybrany do izby niższej parlamentu na XVI kadencję, a w 2013 uzyskał reelekcję na XVII kadencję.

## Odznaczenia i wyróżnienia
W 2005 otrzymał honorowe obywatelstwo Lublina. W 2005 został odznaczony przez ministra kultury Waldemara Dąbrowskiego Złotym Medalem „Zasłużony Kulturze Gloria Artis”.
W 1994 wyróżniony tytułem doktora honoris causa Katolickiego Uniwersytetu Lubelskiego Jana Pawła II.

## Publikacje
- Dialettica e nostalgia (1978)
- La crisi dell'economia marxista: Gli inizi della scuola di Francoforte (1979)
- Il pensiero di Karol Wojtyla (1982)
- Ethik der Leistung (1988, współautor)
- La crisi della morale (1991)
- Die Verantwortung des Menschen in einem globalen Weltzeitalter (1996, współautor)
- Wie erkennt man Naturrecht? (1998, współautor)
- Karol Wojtyla: The Thought of the Man Who Became Pope John Paul II (1997)
- The moral mandate for freedom: Reflections on Centesimus Annus (1997)

Na język polski zostały po przetłumaczeniu wydane pozycje Chrześcijanie a demokracja (TN KUL, Lublin 1993 ISBN 83-85291-54-7) oraz Etyka w kryzysie (TN KUL, Lublin 1994 ISBN 83-85291-81-4).